# SugarCRM
SugarCRM ist eine Software für Customer-Relationship-Management.
Bis Version 6.x war SugarCRM als Open-Source-Version verfügbar. SugarCRM basiert auf der Skriptsprache PHP. Als Datenbanksystem können neben MySQL auch IBM Db2, Microsoft SQL Server oder eine Oracle DB verwendet werden; letztere nur in der Enterprise Version.
CEO von SugarCRM ist seit 2019 Craig Charlton. Sein Vorgänger Larry Augustin, der auch eine der treibenden Kräfte hinter SourceForge war, verbleibt als Vorsitzender des Board of Directors im Unternehmen. Augustin ist überzeugt davon, dass Open Source bessere Software hervorbringt als proprietäre Alternativen und dem Nutzer vor allem mehr Kontrolle erteilt.

## Lizenz und Produktvarianten
SugarCRM umfasst die drei voneinander teilabhängigen Produkte Sugar Market, Sugar Sell und Sugar Serve, welche jeweils bestimmte Bereiche des Kundenmanagements abdecken und aufgrund einer Bereitstellung auf Amazon AWS im Einsatz auf einen kombinierten Datenpool zurückgreifen können.
Während für die Produkte Sugar Sell und Sugar Serve Lizenzgebühren in Abhängigkeit von der Nutzeranzahl zu zahlen sind, berechnet sich die Lizenzgebühr für Sugar Market an der Anzahl der verwendeten Datensätze.
Zusätzlich zu den Produkten Sugar Market, Sugar Sell und Sugar Serve existieren die Versionen Sugar Enterprise und Sugar Professional, welche über die kombinierten Funktionen der Produkte Sell und Serve verfügen und auf eigener Hardware gehostet werden können.
Die Kernprodukte Sugar Market, Sugar Sell und Sugar Server werden durch die Produkte Sugar Discover, Sugar Connect, Sugar hint und Sugar Integrate ergänzt. Sugar Discover ist eine auf Sugar abgestimmte BI Plattform, Sugar Connect bietet die Möglichkeit der direkten Integration in Microsoft Office 365 sowie Google GMail, Sugar hint reichert Daten in den Sugar Kernprodukten an und Sugar Integrate bietet über 200 Templates zum Anbinden von Sugar an Drittsysteme wie SAP ERP, Zendesk oder auch für die Datenübernahme aus anderen CRM-Systemen.
Die SugarCRM Produkte unterliegen einem Rahmenabonnementvertrag, der Open-Source-Weiterentwicklungen verbietet.

### Version 5
Die Community Edition wurde bis zur Version 5.0 unter den Bedingungen der GNU GPLv3 veröffentlicht. Mitte April 2010 hat SugarCRM bekannt gegeben den Quellcode ab der Version 6.0 unter den Bedingungen der Affero GPLv3 zu veröffentlichen.

### Version 7
Seit SugarCRM 7 gibt es keine Open-Source-Variante der Software mehr. Updates und Patches für die kostenlose Community Edition wurden Mitte 2017 eingestellt.

## Erweiterungen
SugarCRM selbst bietet unter anderem eine Programmierschnittstelle über SOAP und REST an. Weitere Erweiterungen und Module zu SugarCRM gibt es bei SugarForge, einer Plattform im Stil von SourceForge, welche Programmierer und Projekte bei SugarCRM-relevanter Entwicklung unterstützen soll. Einige kommerzielle Erweiterungen finden sich auf Sugar Exchange.

## Abspaltungen
Für vtiger CRM wurde ursprünglich auf den Quellcode von SugarCRM Community Edition 6.5.x zurückgegriffen, um ein rein quelloffenes CRM zu entwickeln.
SuiteCRM ist eine Open-Source-Alternative für SugarCRM 7 und basiert auf dem aktuellen SugarCRM-6-Release, ergänzt um neuentwickelte Module ähnlich der SugarCRM-Corporate-Edition.
Weitere Abspaltungen sind 1CRM sowie SpiceCRM, wobei letzteres für die grafische Oberfläche das Produkt Lightning Design der Firma Salesforce nutzt.